# Arrondissement Haguenau
Haguenau is een voormalig arrondissement van het Franse departement Bas-Rhin in de regio Grand Est. De onderprefectuur was Haguenau. Op 1 januari 2015 is het arrondissement opgeheven en opgegaan in het huidige arrondissement Haguenau-Wissembourg.

## Kantons
Het arrondissement was samengesteld uit de volgende kantons:
- Kanton Bischwiller
- Kanton Haguenau
- Kanton Niederbronn-les-Bains